# Harrison Roches
Harrison Dwith Róchez (* 29. November 1983 in Stann Creek) ist ein belizischer Fußballspieler.

## Karriere
Der Verteidiger startete seine Karriere in Belize mit Griga United. Anschließend startete er als Amateur seine Seniorkarriere im Jahre 2004 mit den Acros Brown Bombers. Es folgten Stationen bei New Site Erei, Valley Pride und Wagiya FC.
Seit 2007 spielt er in der honduranischen Liga Nacional de Fútbol de Honduras zuerst für Deportes Savio und anschließend bei CD Platense Puerto Cortés. Anschließend wechselte er im Herbst 2010 zum CD Necaxa Tegucigalpa und im Dezember 2011 zum CD Marathón.

### International
Seit 2004 spielt er auch für die belizische Nationalmannschaft. Im Januar 2013 wurde er für den South American Championship nominiert und erreichte erstmals in der Nationalmannschaftsgeschichte das Halbfinale der Copa Centroamericana mit dem Team.

## Privates
Sein Cousin ist der ehemalige belizische Fußballnationalspieler Elroy Smith.

## Erfolge
- 2009: MVP der Liga Nacional de Fútbol de Honduras[8]
- 2011: Liga Nacional de Fútbol de Honduras